# Baputa bipartita
Baputa bipartita är en fjärilsart som beskrevs av W. Warren 1912. Baputa bipartita ingår i släktet Baputa och familjen nattflyn. Inga underarter finns listade i Catalogue of Life.